# Jérôme Foulon (réalisateur)
Pour les articles homonymes, voir Jérôme Foulon.
 (mai 2020).
Si vous disposez d'ouvrages ou d'articles de référence ou si vous connaissez des sites web de qualité traitant du thème abordé ici, merci de compléter l'article en donnant les références utiles à sa vérifiabilité et en les liant à la section « Notes et références ».
Jérôme Foulon est un acteur, réalisateur, scénariste et producteur français.

## Filmographie

### Comme acteur
- 1978 : Tire pas sur mon collant de Michel Lemoine
- 1980 : Au théâtre ce soir : Tchao de Marc-Gilbert Sauvajon, mise en scène Raymond Gérôme, réalisation Pierre Sabbagh, théâtre Marigny
- 1980 : L'Emprise des cannibales ou Une fille pour les cannibales de Jess Franco et Franco Prosperi
- 1980 : Tous vedettes de Michel Lang
- 1981 : Les Filles de Copacabana de Jess Franco
- 1981 : Les Amours des années grises de Marlène Bertin, épisode : Mon village à l'heure allemande TV
- 1982 : Emmenez-moi au théâtre de Guy Seligmann, épisode : Lorsque l'enfant paraît TV
- 1982 : ...E la vita continua de Dino Risi
- 1983 : Deux Amies d'enfance de Nina Companeez, TV
- 1985 : La Mule de corbillard de Claude Vajda, TV
- 1998 : Il n'y a pas d'amour sans histoire + réalisateur  TV
- 2007 : La Femme coquelicot + réalisateur  TV
- 2008 : J'ai pensé à vous tous les jours + réalisateur  TV

### Comme réalisateur
- 1989 : Casse noisette
- 1992 : Les Enfants du naufrageur
- 1994 : Mademoiselle O TV
- 1995 : Été brûlant TV
- 1996 : Antoine TV
- 1997 : Maintenant ou jamais TV
- 1997 : Le Garçon d'orage TV
- 1998 : Il n'y a pas d'amour sans histoire TV
- 1998 : De père en fils TV
- 1999 : Une femme à votre bras TV
- 1999 : N'oublie pas que tu m'aimes TV
- 1999 : Juliette TV
- 2001 : Juliette : service(s) compris : TV
- 2001 : Une femme amoureuse TV

### Comme réalisateur et producteur
- 2002 : Une autre femme TV
- 2004 : Joe Pollox et les mauvais esprit TV
- 2004 : Par accident TV
- 2005 : La Femme coquelicot TV
- 2006 : Béthune sur Nil TV
- 2007 : J'ai pensé à vous tous les jours TV
- 2009 : L'Âme du mal TV
- 2010 : Héloïse et Le romancier Martin TV
- 2011 : Passage du désir TV
- 2013 : Les François TV
- 2013 : Passage du désir, le secret de Manta Corridor TV
- 2021 : Service volé TV

## Théâtre
- 1982 : Lorsque l'enfant paraît d’André Roussin, mise en scène Jean-Michel Rouzière, théâtre des Variétés
- 1990 : Festival d'Avignon : Moa Binbin de François Celier, mise en scène Jérôme Foulon, avec Roschdy Zem

## Distinctions
- 1992 : prix Cannes junior pour Les Enfants du naufrageur au Festival de Cannes, Festival Kinder Film - Francfort : Le Lucas, Premier Prix du festival et prix de la critique internationale,
Premier prix du Festival de Wissenbourg, grand prix au Festival international du film BUFF - Suède
- 2005 : prix de la contribution artistique pour La Femme coquelicot au Festival de la fiction TV de Saint-Tropez[1].
- 2010 : prix de l'innovation pour Héloïse et Le romancier Martin au Festival international du film de La Rochelle